# BNSF Railway
«Берлінгтонська північна і Санта-Фе залізниця» (БПСФ залізниця англ. BNSF Railway) — друга за величиною після Залізниці тихоокеанського союзу трансконтинентальна залізниця  Північної Америки. Утворена в грудні 1996 як «Берлінгтонська північна і Санта-Фе залізниця» внаслідок злиття залізниць «Берлінгтонська північна залізниця» і «Атчісон, Топіка і Санта-Фе». В 2005 році перейменована в «БПСФ залізниця», за першими літерами колишньої назви.
БНСФ має залізничну мережу, що простирається по 27 штатах Центру та західного узбережжя  США і частково заходить у  Канаду загальною протяжністю 51,5 тис. км. В наш час[коли?] компанія є роботодавцем для 40 тис. співробітників, володіє парком в 6700 локомотив ів і оперує 220 тис. вантажних вагонів.
Головний офіс компанії розташований в Форт-Уерте, штат Техас.